# Rapport från 2050
Rapport från 2050 är en svensk dokumentärserie som hade premiär på SVT och SVT-play den 15 januari 2020. Första säsongen består av fyra avsnitt med manus skrivet av Lotta Lundgren och Erik Haag. Producenterna för serien var Karin af Klintberg och Carl Tofft.  
I serien försöker Erik Haag och Lotta Lundgren utforska hur livet ter sig 2050 givet att Sverige klarar av att bli klimatneutralt. Till sin hjälp har ett antal experter som de träffar och pratar med. Varje avsnitt fokuseras på ett specifikt tema.

## Säsong 1, teman
- Avsnitt 1: Resor
- Avsnitt 2: Boende
- Avsnitt 3: Arbete
- Avsnitt 4: Mat

## Medverkande (i urval)
| - Lotta Lundgren - Erik Haag - Ulrika Knutson - Anders Hansen - Peter Englund - Gert Wingårdh | - Katarina Graffman - Åsa Stenmarck - Roland Paulsen - Yvonne Hirdman - Jonna Bornemark |